# 沃夫奇基夫 (波利西基區)
51°6′39″N 29°32′57″E / 51.11083°N 29.54917°E
沃夫奇基夫（烏克蘭語：Вовчків）是位於烏克蘭北部的村莊，由基辅州维什霍罗德区的克拉斯亞蒂奇市鎮負責管轄。該村始建於1386年，面積5平方公里，海拔高度148米，2001年人口440。